# Fousseni Diabaté
Fousseni Diabaté (ur. 18 października 1995 w Aubervilliers) – malijski piłkarz występujący na pozycji napastnika. W trakcie kariery występował w klubach francuskich i tureckich, a także w Leicester City. W lipcu 2022 podpisał trzyletni kontrakt z Partizanem.